# Richard Tellander

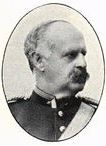
Richard Tellander.

Per Georg Richard Tellander, född 3 november 1844 i Torskinge i Jönköpings län, död den 16 februari 1918, var en svensk militär.
Tellander var son till major Frans August Tellander, svärson till grosshandlaren William Gibson och far till Gunnar Tellander.
Tellander inledde sin militära bana vid Första Göta artilleriregemente som underlöjtnant år 1865. Därefter befordrades han till löjtnant år 1872, kapten 1878, major 1896 och slutligen överstelöjtnant år 1902.  Han tog avsked från armén år 1908 och utnämndes till riddare av Svärdsorden.